# Pseudomyrophis frio
Pseudomyrophis frio är en fiskart som först beskrevs av Jordan och Davis, 1891.  Pseudomyrophis frio ingår i släktet Pseudomyrophis och familjen Ophichthidae. Inga underarter finns listade i Catalogue of Life.